# Liste der mexikanischen Kinofilme 1936
Die Liste der mexikanischen Kinofilme des Jahres 1936 führt alle in diesem Jahr in Mexiko gedrehten Langfilme auf. Insgesamt gab es in diesem Jahr 24 mexikanische Produktionen. Mit Allá en el Rancho Grande veröffentlichte Fernando de Fuentes einen der Meilensteine der mexikanischen Filmgeschichte. Die in dieser Liste aufgeführten Informationen basieren auf David E. Wilts Buch „The Mexican Filmography 1916 through 2001“, der die vollständigste Filmographie für Mexiko vorgelegt hat.

## Legende
- Titel: Nennt soweit vorhanden den offiziellen deutschen Filmtitel, andernfalls den spanischen Originaltitel.
- Regisseur: Nennt den Regisseur oder die Regisseure des Films.
- Genre: Nennt die Genrezuordnung.
- Darsteller: Nennt drei Hauptdarsteller.
- Besonderheiten: Führt Besonderheiten und Hintergründe zum Film auf.

## Filmliste
| Titel                                      | Regisseur               | Genre                                 | Darsteller                                                | Besonderheiten                                                                                          |
| ------------------------------------------ | ----------------------- | ------------------------------------- | --------------------------------------------------------- | --- |
| Allá en el Rancho Grande                   | Fernando de Fuentes     | Ranchera                              | Tito Guízar Esther Fernández René Cardona                 | Der Film wird als Meilenstein des mexikanischen Films angesehen und etablierte das Filmgenre Ranchera.  |
| Así es la mujer                            | José Bohr               | Filmkomödie                           | José Bohr Carmen Conde René Cardona                       | |
| El baúl macabro                            | Miguel Zacarías         | Horrorfilm Thriller                   | Ramón Pereda René Cardona Manuel Noriega                  | |
| El calvario de una esposa                  | Juan Orol               | Melodrama                             | Juan Orol Consuelo Frank Consuelo Moreno                  | |
| Los chicos de la prensa                    | Ramón Peón              | Melodrama                             | Raúl Tálan Adelita Trujillo Joaquín Coss                  | |
| Cielito lindo                              | Roberto O’Quigley       | Melodrama                             | Pepe Ortiz Lupita Gallardo Arturo de Córdova              | |
| ¡Esos hombres! (Malditos sean los hombres) | Rolando Aguilar         | Melodrama                             | Adriana Lamar Arturo de Córdova María Fernanda Ibáñez     | Adaption eines Theaterstücks von Catalina D'Erzell.                                                     |
| Honrarás a tus padres                      | Juan Orol               | Melodrama                             | Victoria Blanco Juan Orol René Cardona                    | |
| El impostor                                | David Kirkland          | Western                               | Juan José Martínez Casado Raúl de Anda Josefina Escobedo  | Zweiter und letzter von Kirkland in Mexiko gedrehter Film.                                              |
| Irma la mala                               | Raphael J. Sevilla      | Melodrama                             | Ramón Pereda Adriana Lamar Juan José Martínez Casado      | |
| Judas                                      | Manuel R. Ojeda         | Melodrama                             | Carlos Villatoro Josefina Escobedo Victor Urruchúa        | Der Film wurde von der Partido Nacional Revolucionario finanziert.                                      |
| Madres del mundo                           | Rolando Aguilar         | Melodrama                             | Carmen Hermosillo Manuel Buendía Victor Urruchúa          | |
| Malditas sean las mujeres                  | Juan Bustillo Oro       | Melodrama                             | Adriana Lamar Ramón Pereda Leopoldo Ortín                 | Basierte auf einem Roman von Manuel Ibo Alfaro, der bereits 1921 als Mitad y mitad verfilmt worden war. |
| Marihuana (El monstruo verde)              | José Bohr               | Kriminalfilm                          | José Bohr Lupita Tovar Barry Norton                       | |
| Mater nostra                               | Gabriel Soria           | Melodrama                             | Esperanza Iris Julián Soler Vincente Oroná                | Esperanza Iris war bereits ein Star und machte in diesem Film ihren ersten Auftritt auf der Leinwand.   |
| Mujeres de hoy                             | Ramón Peón              | Melodrama                             | Adriana Lamar Ramón Pereda Victoria Blanco                | |
| Las mujeres mandan                         | Fernando de Fuentes     | Filmdrama                             | Alfredo del Diestro Marina Tamayo Sara García             | |
| No te engañes corazón                      | Miguel Contreras Torres | Melodrama                             | Carlos Orellana Eusebio Pírrin Cantinflas                 | Es war der erste Filmauftritt von Cantinflas, der eine Nebenrolle spielte.                              |
| Nostradamus                                | Juan Bustillo Oro       | Historienfilm Melodrama Abenteuerfilm | Carlos Villarias Consuelo Frank Juan José Martínez Casado | |
| El rosal bendito                           | Juan Bustillo Oro       | Melodrama                             | Gloria Morel Juan José Martínez Casado Leopoldo Ortín     | |
| El superloco                               | Juan José Segura        | Thriller                              | Leopoldo Ortín Carlos Villarias Consuelo Frank            | |
| Suprema ley                                | Rafael E. Portas        | Melodrama                             | Andrés Soler Gloria Moler Aurora Cortés                   | |
| Tras la reja                               | Jorge M. Dada           | Melodrama                             | Antonio Liceaga Carmen Hermosillo Emilio Tuero            | |